# Megasema aldani
Megasema aldani är en fjärilsart som beskrevs av Herz 1904. Megasema aldani ingår i släktet Megasema och familjen nattflyn. Inga underarter finns listade i Catalogue of Life.